# Alejandro Bustamante
Alejandro Bustamante (1986, Madrid) es un violinista español.

## Carrera
Ha realizado una formación musical internacional que inició en Madrid y en la String Academy de la Universidad de Indiana (Estados Unidos) y continuó en el Conservatorio Superior de Música de Aragón (Zaragoza) y en la Universidad de las Artes de BerlínAlemania, estudiando con músicos como Sergio Castro, Anna Baget, Mimi Zweig, Rolando Prusak, Sergei Fatkulin, Latica Honda-Rosenberg y Nora Chastain, y como músico de cámara con el Cuarteto Casals, el Cuarteto Quiroga y el Cuarteto Artemis, además de con Eberhard Feltz.
Debutó como solista a los 19 años y desde entonces ha tocado con orquestas como la Orquesta Sinfónica de RTVE, Orquesta de la Comunidad de Madrid, Orquesta Sinfónica de Brandemburgo, Orquesta de Cámara de la Schubertiada, Orquestra de Cambra Illa de Menorca y la Orquesta Sinfónica de la Provincia de Chaco (Argentina), bajo la dirección de maestros como Antoni Wit, Pablo González, Christoph König, Jonathan Webb, Juan Luis Martínez y Josep Vicent.
Ha ofrecido conciertos en España, Alemania, Francia, Italia, Holanda, Suiza, Estados Unidos, Argentina, Brasil, Chile y Uruguay, en salas como el Carnegie Hall de Nueva York, Christel deHaan Fine Arts Center de Indianápolis, Auditorio Nacional de Música de Madrid, Teatro Monumental de Madrid, Fundación Juan March, Palacio de la Música Catalana y Auditorio de Barcelona,  Palacio Euskalduna de Bilbao, Auditorio de Zaragoza, Brandenburger Theater de Brandemburgo, Instituto Cervantes de Brasilia o Teatro Solís de Montevideo, entre otras.

### Premios
Fue el ganador del Concurso Permanente de Juventudes Musicales de España en la modalidad de Música de Cámara (2005) y en la modalidad de Instrumentos de Arco (2008), en ambas ocasiones por unanimidad.

### Discografía
En 2010 grabó junto al pianista Enrique Bagaría su primer CD con obras de César Franck, Eduard Toldrà y Olivier Messiaen.